# O'Sheas Casino
Het O'Sheas Casino is een casino aan de Strip in Las Vegas in de Verenigde Staten. Het in 1989 geopende was op 30 april 2012 gesloten en is eigendom van Caesars Entertainment Corporation. Het casino was het enige zonder eigen hotel; wel was het casino vastgegroeid aan de Flamingo. Het lag aan de Flamingo en naast Bill's Gamblin' Hall & Saloon. Aan de overkant van de straat bevindt zich het Caesars Palace. Ondertussen is op 27 december 2013 O'Sheas Casino weer heropent op zijn nieuwe locatie aan The LINQ Promenade.

## Geschiedenis
Het casino werd in 1989 geopend en in 1997 kwam het kort voor in de film Vegas Vacation. Op 26 februari 2000 deed O'Sheas mee aan The Great Guinness Toast, het grootste aantal mensen dat tegelijkertijd deelneemt aan een toast, om in het Guinness Book of Records te komen. Met deze poging wisten zij de editie van 2001 van het boek te behalen.
In augustus 2011 kondigde Caesars Entertainment Corporation aan dat O'Sheas zijn deuren zou sluiten om plaats te maken voor het Linq. Het casino werd gesloten op 30 april 2012.
Als onderdeel van The LINQ Promenade is op 27 december 2013 het O'Sheas Casino heropent op zijn nieuwe locatie in een nieuw gebouw in de buurt van de oude locatie.

## Ontwerp
Het casino is gebouwd in Ierse stijl en had als doelgroep de jongere gokkers. Daarom waren de minimuminzetten van O'Sheas een van de laagste van de Strip. Naast de gebruikelijke tafels en de gokautomaten was er ook een aparte pokerruimte en een "bierpongruimte". Na de overname van Caesars Entertainment Corporation kwam O'Sheas bekend te staan als het casino met de minste voordelen voor de gokker.
In 2006 opende Vince Neil, de leadzanger van Mötley Crüe, een tatoeageshop in het casino. Een onderdeel ervan was een kamer die "The Stage" werd genoemd, een kamer met doorzichtige ramen waardoor vanaf de Strip naar binnen kon worden gekeken.

## Galerij

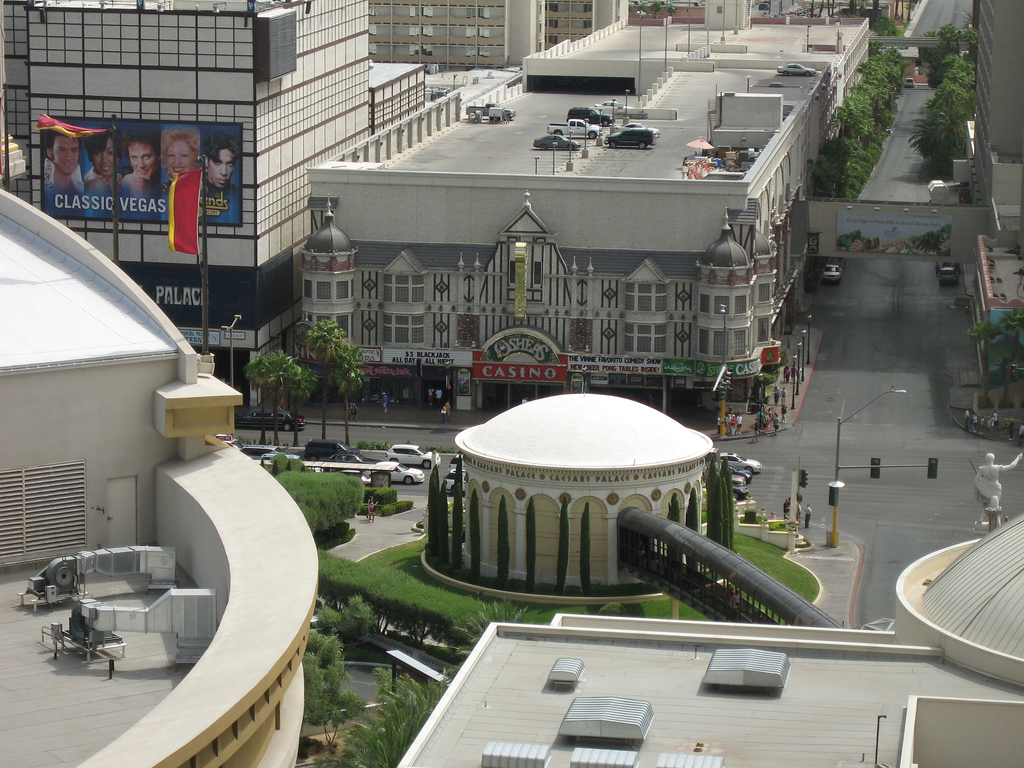
O'Sheas Casino in 2007
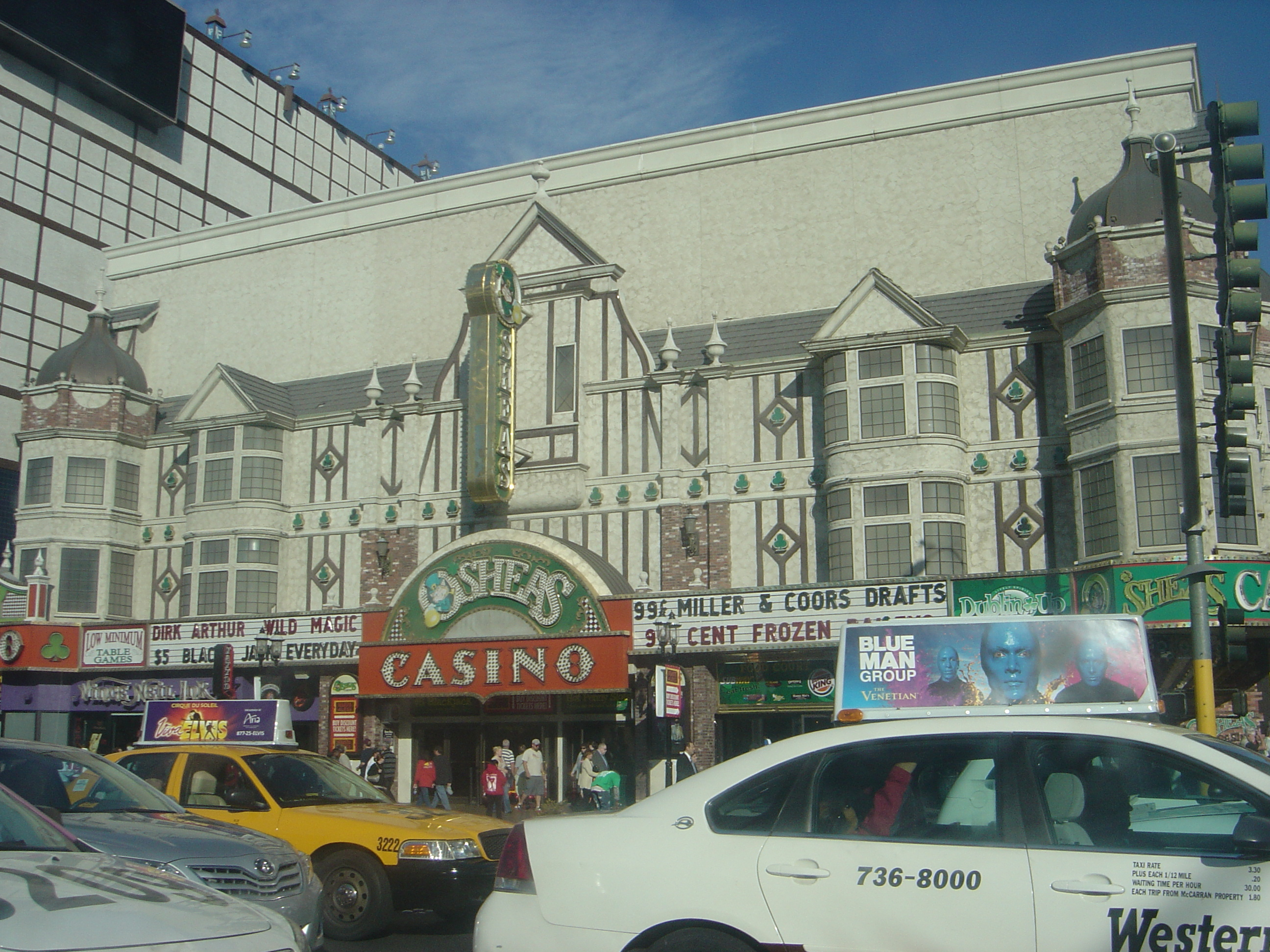
O'Sheas Casino in 2011
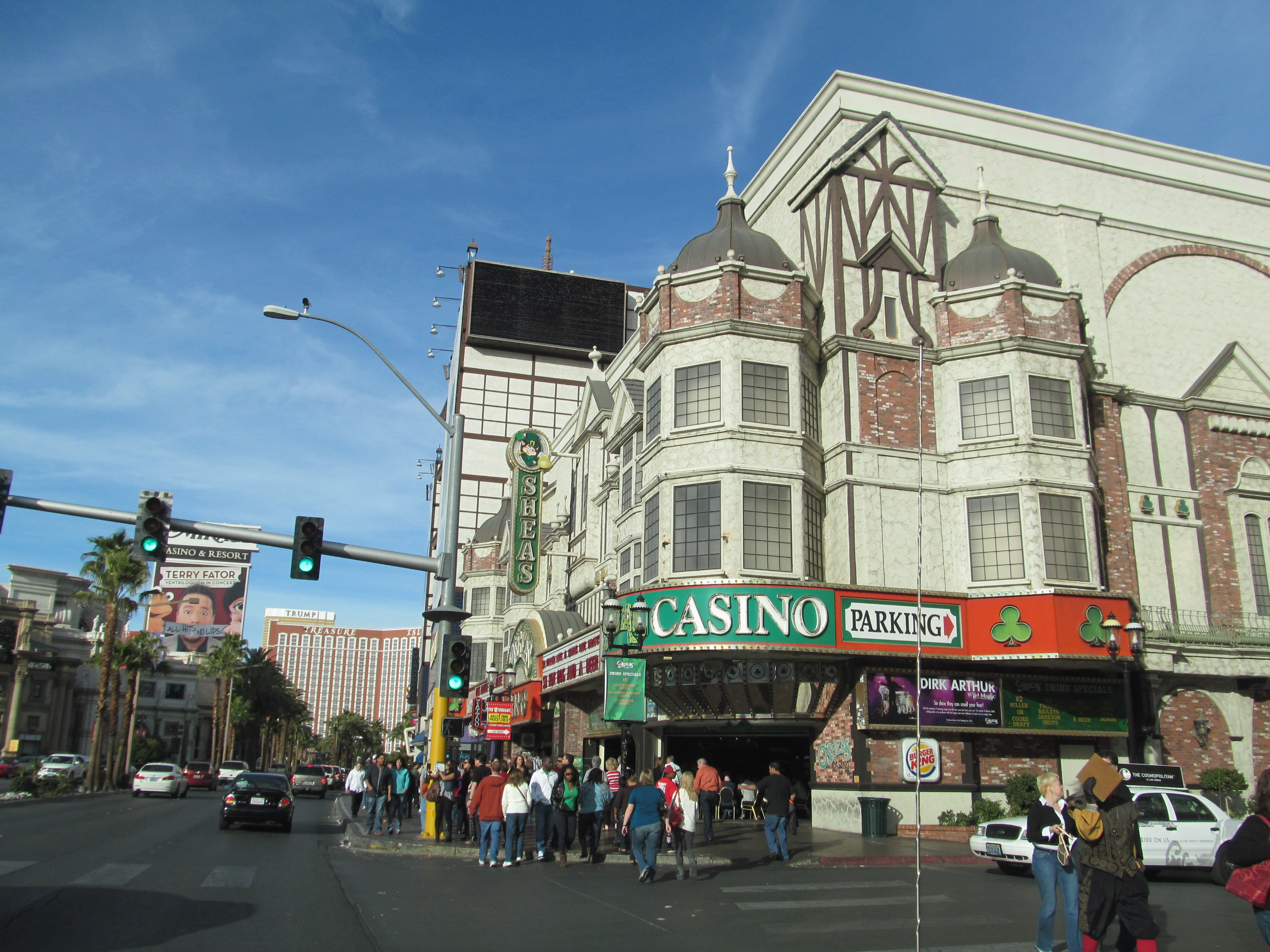
O'Sheas Casino in 2012